# Lili Marlene (album)
Lili Marlene – pierwszy studyjny album zespołu Lili Marlene wydany przez firmę Rossmann w ramach akcji Pierwsza Płyta w 2007 r.

## Lista utworów
1. Głośniej od bomb
2. Bądź zła
3. 23
4. Samotne znikanie (part 1)
5. Samotne znikanie (part 2)
6. STOP!
7. Kwiaty
8. Emptiness Sleepless
9. Nigdy więcej
10. Koniec efektu placebo
11. Widzę, czuję, słyszę
12. Lili Storm
13. Tak wiele kłamstw
14. Wyjścia

## Skład
- Norbert Cieślik (wokal)
- Wojtek Tyralski (gitary, bas)
- Kuba Zublewicz (gitary, wokal)
- Kornel Karwasiński (bas, gitary, wokal)
- Łukasz Wójcik (perkusja)

Gościnnie
- Paweł Marciniak (klawisze)